# 1663
1663 (MDCLXIII) var ett normalår som började en måndag i den gregorianska kalendern och ett normalår som började en torsdag i den julianska kalendern.

## Händelser

### Maj
- Maj – Collegium Medicum, Sveriges första medicinstyrelse, inrättas för att hålla uppsikt över läkarkåren och apoteken. För att få praktisera måste varje läkare och även tandläkare i framtiden genomgå examen inför kollegiet.

### November
- 6 november – Sverige inför en ny förordning för flaggan.[1]

### Okänt datum
- Ett "religionsplakat" förbjuder definitivt alla nymodigheter i religiöst tänkesätt i Sverige.
- Det svenska hovkapellet får en ny kapellmästare i Gustav Düben, som blir en pionjär som kompositör av flerstämmig musik.
- Studentnationer vid Uppsala universitet blir tillåtna, efter att en tid ha varit förbjudna.
- Drury Lane Theatre, teater i centrala London byggs.
- Thomas a Kempis bok Kristi efterföljelse översätts för första gången till svenska.
- Käre Jesus, vi är här skrivs av Tobias Clausnitzer.
- Cornelis Pietersz Bega (1631–64) målar Musiklektionen som numera finns att skåda på Nationalmuseum, Stockholm.

## Födda
- 12 februari – Cotton Mather, inflytelserik puritansk predikant och författare.
- 22 mars – August Hermann Francke, tysk teolog, pietist och pedagog.
- 12 maj (troligen) – Magnus Stenbock, Måns Bock, svensk greve, militär, fältmarskalk.
- 20 augusti – Amalia Wilhelmina Königsmarck, svensk dilettantkonstnär, amatörskådespelare och poet.
- 16 oktober – Eugen av Savojen, österrikisk adelsman och general.
- 14 november – Friedrich Wilhelm Zachau, tysk kompositör.

## Avlidna
- 23 maj – Anne Hautefeuville, var en fransk skådespelare.
- 27 augusti – Jonas Columbus, svensk musiker, kyrkoherde, prost och professor.
- 18 september – Josef av Copertino, 60, italiensk franciskanbroder och präst.
- 17 december – Nzinga av Ndongo och Matamba, regerande angolansk drottning.
- Antoine de Beaulieu, den första balettmästaren i Sverige.

### Fotnoter
1. ↑  Sveriges riksdag 1981-1982 - Proposition 1981/82:109 med förslag till ny lagstiftning om Sveriges riksvapen och Sveriges flagga (läst 3 april 2011)